# مالگریو، ویکتوریا
مالگریو (به انگلیسی: Mulgrave) یک حومه شهر در استرالیا است که در ویکتوریا (استرالیا) واقع شده‌است.